# Planckova napetost
Planckova električna napetost (oznaka {\displaystyle U_{P}\,}) je izpeljana enota v Planckovem sistemu enot.

## Definicija
Planckova električna napetost se izračuna na naslednji način:
{\displaystyle U_{P}={\frac {E_{P}}{q_{P}}}={\sqrt {\frac {c^{4}}{\kappa 4\pi \epsilon _{0}}}}\,}
kjer je
- {\displaystyle E_{P}} Planckova energija
- {\displaystyle q_{P}} Planckov naboj
- {\displaystyle c} hitrost svetlobe v vakuumu
- {\displaystyle \kappa } gravitacijska konstanta

## Lastnosti
Planckov električna napetost ima vrednost 
{\displaystyle \approx 1,04295.10^{2}7\,} V.